# Pel·lagra
La pel·lagra (derivat del llombard: pell agra, 'pell aspra') és una malaltia produïda per una deficiència dietètica motivada per la ingestió o absorció inadequada de vitamina B3, niacina, un dels compostos del complex de la vitamina B. Històricament va ser considerada una afecció infecciosa fins als estudis (cap a 1914) de Joseph Goldberger, qui demostrà que era derivada per una deficiència vitamínica. La pel·lagra és freqüent a tot el món però en els països occidentals la incidència és menor, ja que s'afegeix a la farina de blat vitamina B. S'accentua aquesta malaltia en dietes pobres en proteïnes i sobretot si en lloc de blat la dieta està basada en el blat de moro. També poden contraure la pel·lagra les persones amb malalties gastrointestinals que provoquen una mala absorció de vitamines. També en cas d'alcoholisme crònic
El tractament consisteix a administrar niacina i altres vitamines del grup B basades principalment en la dieta adequada.

## Manifestacions clíniques
Generalment, la malaltia comença amb cansament, laxitud, dificultat per dormir i pèrdua de pes. La pell exposada del coll, mans, braços, peus i cames es torna aspra, vermellosa i escamosa, especialment després de l'exposició a la llum solar. També apareixen lesions doloroses a la boca i altres afeccions de l'aparell digestiu, com diarrea.